# Sant Feliu de Llobregat
Sant Feliu de Llobregat est une commune de la comarque de Baix Llobregat, dans la province de Barcelone, en Catalogne, Espagne.

## Géographie
La commune est située dans l'aire métropolitaine de Barcelone, sur le fleuve Llobregat.

## Politique et administration

### Conseil municipal
La ville de Sant Feliu de Llobregat comptait 44 474 habitants aux élections municipales du 26 mai 2019. Son conseil municipal (en espagnol : Pleno del Ayuntamiento) se compose donc de 21 élus.
Depuis les premières élections municipales démocratiques de 1979, la ville a toujours été dirigée par des maires de gauche et de centre gauche, principalement issus du Parti socialiste unifié de Catalogne (PSUC) et sa successeure, Initiative pour la Catalogne Verts (IC-V).

### Maires
| Mandat    | Maire | Maire                                                     | Parti | Majorité |
| --------- | ----- | --------------------------------------------------------- | ----- | -------- |
| 1979-1983 |       | Francesc Baltasar Albesa                                  | PSUC  | 9 / 21   |
| 1983-1987 |       | Francesc Baltasar Albesa                                  | PSUC  | 15 / 21  |
| 1987-1991 |       | Francesc Baltasar Albesa                                  | IC    | 13 / 21  |
| 1991-1995 |       | Francesc Baltasar Albesa                                  | IC    | 11 / 21  |
| 1995-1999 |       | Francesc Baltasar Albesa                                  | ICV   | 11 / 21  |
| 1999-2003 |       | Francesc Baltasar Albesa Angel Merino (2000)              | ICV   | 10 / 21  |
| 2003-2007 |       | Juan Antonio Vázquez Cortado                              | PSC   | 7 / 21   |
| 2007-2011 |       | Juan Antonio Vázquez Cortado Lourdes Borrel Moreno (2010) | PSC   | 8 / 21   |
| 2011-2015 |       | Jordi San José                                            | IC-V  | 7 / 21   |
| 2015-2019 |       | Jordi San José                                            | IC-V  | 6 / 21   |
| 2019-2023 |       | Lídia Muñoz Cáceres                                       | SFECP | 5 / 21   |
| 2019-2023 |       | Oriol Bossa (2022)                                        | ERC   | 5 / 21   |
| 2023-2027 |       | Lourdes Borrell Moreno                                    | PSC   | 8 / 21   |

## Lieux et monuments
La cathédrale Saint-Laurent, détruite en 1936 et reconsacrée en 1946.

## Personnalités
- Jordi Hurtado
- Juan Carlos Navarro
- Pedro Dot
- Enriqueta Martí
- Enric Catà (1878-1937), architecte[1]